# 강우혁 (바둑 기사)
강우혁(康又赫, 2001년 3월 27일 ~ )은 대한민국의 바둑 기사이다.

## 약력
제주 출신으로 한종진 바둑도장에서 바둑을 배웠다. 2013년 한화생명배 최강부에서 우승했고, 2015년 7월 제5회 영재입단대회를 통해 입단했다. 2015년 제2회 렛츠런파크배 오픈토너먼트 64강에 진출했지만 김명훈에게 패해 탈락했다. 2016년 제4기 합천군 초청 하찬석 국수배 영재바둑대회 4강에 올랐다. 2017년 제5기 합천군 초청 하찬석국수배 영재바둑대회 8강과 제5회 메지온배 오픈신인왕전 본선 8강에 진출했다. 2018년 2월, 2단으로 승단했고 제6기 하찬석국수배 영재바둑대회 본선 16강에 진출했다. 2022년 1월초에 5단으로 승단했고, 10월에 제4회 안동시 백암배 바둑 오픈 최강전 결승에 올라 생애 최초로 타이틀전 우승을 차지했다. 